# Burkhard Steffen
Burkhard Steffen (* 1950) ist ein deutscher Gewichtheber und Kraftsportler.

## Leben
Steffen startete in Magdeburg für die BSG Motor Südost den späteren Fermersleber SV 1895. 1979 wurde er DDR-Meister im Gewichtheben Zweikampf und im Stoßen im Bantamgewicht. Später wechselte er zum Kraftsport und trat als älterer Sportler für den SSV Eintracht Loitsche/Zielitz an. Er ist vielfacher Welt- und Europameister in den Kraftsport-Masters.
Burkhard Steffen arbeitete als Journalist.
2008 und 2010 durfte sich Steffen in Anerkennung seines sportlichen Erfolgs als Kraftsportler in das Goldene Buch der Stadt Magdeburg eintragen. Er ist Ehrenmitglied des Verbandes für Gewichtheben, Kraftsport und Fitness Sachsen-Anhalt e. V.